# Bernard Cornwell
 (décembre 2019).
Si vous disposez d'ouvrages ou d'articles de référence ou si vous connaissez des sites web de qualité traitant du thème abordé ici, merci de compléter l'article en donnant les références utiles à sa vérifiabilité et en les liant à la section « Notes et références ».
Pour les articles homonymes, voir Cornwell.
Œuvres principales
- Les Histoires saxonnes
- Les Aventures de Sharpe

Bernard Cornwell, né le 23 février 1944 à Londres en Angleterre, est un auteur britannique de nombreux romans historiques.

## Biographie
Bernard Cornwell est né en Angleterre d'un père canadien et d'une mère anglaise. Son père était pilote et sa mère travaillait dans la Women's Auxiliary Air Force. Il est adopté par une famille d'Essex qui appartenait à une secte religieuse du nom de Peculiar People (« Les gens particuliers »). Ceux-ci avaient une très forte conviction morale contre l'alcool, la médecine conventionnelle et toute activité frivole. Bernard Cornwell s'échappe par la suite pour aller à l'université de Londres, et devient professeur avant de rejoindre la BBC, où il a travaillé pendant dix ans.
Au cours d'une mission pour la BBC, il se rend à Belfast où il rencontre Judy, une touriste américaine. Elle ne peut venir vivre en Angleterre pour des raisons familiales, et il décide de partir s'installer aux États-Unis pour devenir écrivain. Bernard et Judy sont mariés depuis 1980.
Il est considéré comme un grand spécialiste anglais du roman historique. On lui doit plusieurs séries de livres. La plus célèbre étant la série Sharpe, racontant les exploits d'un officier de l'armée britannique lors des guerres napoléoniennes. Cette série comporte pour l'instant vingt-et-un volumes.

## Œuvre

### Romans

#### SérieThe Starbuck Chronicles
1. (en) Rebel, 1993
2. (en) Copperhead, 1994
3. (en) Battle Flag, 1995
4. (en) The Bloody Ground, 1996

#### SérieLes Aventures de Sharpe
1. L'Aigle de Sharpe, Movie Planet, 2007 ((en) Sharpe's Eagle, 1981), 320 p.  (ISBN 978-2-915243-06-2)Richard Sharpe et la campagne de Talavera, juillet 1809
2. Le Trésor de Sharpe, Nimrod, 2008 ((en) Sharpe's Gold, 1981), 288 p.  (ISBN 978-2-915243-08-6)Richard Sharpe et la destruction d'Almeida, août 1810
3. La Compagnie de Sharpe, Nimrod, 2008 ((en) Sharpe's Company, 1982), 304 p.  (ISBN 978-2-915243-13-0)Richard Sharpe et le siège de Badajoz, janvier-avril 1812
4. L'Épée de Sharpe, Nimrod, 2009 ((en) Sharpe's Sword, 1983), 304 p.  (ISBN 978-2-915243-19-2)Richard Sharpe et la campagne de Salamanque, juillet 1812
5. L'Ennemi de Sharpe, Nimrod, 2010 ((en) Sharpe's Enemy, 1984)  (ISBN 978-2-915243-27-7)Richard Sharpe et la défense du Portugal, Noël 1812
6. L'Honneur de Sharpe, Nimrod, 2011 ((en) Sharpe's Honour, 1985)  (ISBN 978-2-915243-37-6)Richard Sharpe et la campagne de Vitoria, février-juin 1813
7. (en) Sharpe's Regiment, 1986
8. (en) Sharpe's Siege, 1987
9. (en) Sharpe's Rifles, 1988
10. (en) Sharpe's Revenge, 1989
11. (en) Sharpe's Waterloo, 1990
12. (en) Sharpe's Devil, 1992
13. (en) Sharpe's Battle, 1995
14. (en) Sharpe's Tiger, 1997
15. (en) Sharpe's Triumph, 1998
16. (en) Sharpe's Fortress, 1999
17. (en) Sharpe's Trafalgar, 2000
18. (en) Sharpe's Prey, 2001
19. (en) Sharpe's Havoc, 2003
20. (en) Sharpe's Escape, 2004
21. (en) Sharpe's Fury, 2007
22. (en) Sharpe's Assassin, 2021

#### SérieLa Quête du Graal
1. La Lance de Saint Georges, Presses de la Cité, 2004 ((en) Harlequin, 2000), 490 p.  (ISBN 2-258-05760-4)Publié aux États-Unis sous le titre The Archer's Tale
2. L'Archer du Roi, Presses de la Cité, 2004 ((en) Vagabond, 2002), 554 p.  (ISBN 2-258-06260-8)
3. L'Hérétique, Presses de la Cité, 2006 ((en) Heretic, 2003), 445 p.  (ISBN 2-258-06715-4)
4. (en) 1356, 2012

#### SérieLa Saga du Roi Arthur
Les romans ont été adaptés en une série intitulée The Winter king.
1. Le Roi de l'hiver, de Fallois, 1998 ((en) The Winter King, 1995), trad. Pierre-Emmanuel Dauzat, 487 p.  (ISBN 2-253-15103-3)
2. L'Ennemi de Dieu, de Fallois, 2000 ((en) Enemy of God, 1996), trad. Pierre-Emmanuel Dauzat, 461 p.  (ISBN 2-253-15251-X)
3. Excalibur, de Fallois, 2001 ((en) Excalibur, 1997), trad. Monique Lebailly et Hugues Lebailly, 461 p.  (ISBN 2-253-15252-8)

#### SérieLes Histoires saxonnes
Les romans ont été adaptés en une série intitulée The Last Kingdom et diffusée sur Netflix.
1. Le Dernier Royaume, Michel Lafon, 2005 ((en) The Last Kingdom, 2004), trad. Pascal Loubet, 344 p.  (ISBN 978-2-7499-0393-4)
2. Le Quatrième Cavalier, Michel Lafon, 2006 ((en) The Pale Horseman, 2005), trad. Pascal Loubet, 346 p.  (ISBN 978-2-7499-0576-1)
3. Les Seigneurs du Nord, Michel Lafon, 2008 ((en) The Lords of the North, 2006), trad. Pascal Loubet, 332 p.  (ISBN 978-2-7499-0977-6)
4. Le Chant de l'épée, Michel Lafon, 2009 ((en) Sword Song, 2007), trad. Pascal Loubet, 327 p.  (ISBN 978-2-7499-0788-8)
5. La Terre en feu, Bragelonne, 2022 ((en) The Burning Land, 2009), trad. Pascal Loubet, 384 p.  (ISBN 979-10-281-1481-7)
6. La Mort des rois, Bragelonne, 2022 ((en) Death of Kings, 2011), trad. Pascal Loubet, 384 p.  (ISBN 979-10-281-1524-1)
7. (en) The Pagan Lord, 2013
8. (en) The Empty Throne, 2014
9. (en) Warriors of the Storm, 2015
10. (en) The Flame Bearer, 2016
11. (en) War of the Wolf, 2018
12. (en) Sword of Kings, 2019
13. (en) War Lord, 2020

#### Romans indépendants
- (en) Redcoat, 1987
- (en) Wildtrack, 1988
- (en) Sea Lord, 1989Publié aux États-Unis sous le titre Killer's Wake
- (en) Crackdown, 1990
- (en) Stormchild, 1991
- (en) Scoundrel, 1992
- La Légende de Stonehenge, Presses de la Cité, 2000 ((en) Stonehenge, 1999), trad. Thierry Piélat, 484 p.  (ISBN 2-258-05440-0)
- L'Affaire du Tableau, Presses de la Cité, 2003 ((en) Gallows Thief, 2001), trad. Thierry Piélat, 367 p.  (ISBN 2-258-06034-6)
- Azincourt, 2008 ((en) Azincourt, 2008)Publié aux États-Unis sous le titre Agincourt
- (en) The Fort, 2010
- (en) Fools and Mortals, 2017